# رئوس مطالب سوئیس
طرح کلی زیر به عنوان یک نمای کلی و راهنمای موضوعی سوئیس ارائه شده‌است:
سوئیس – کشور آلپی در اروپای مرکزیست که بیشتر بخش آن در کوه‌های آلپ واقع شده‌است. سوئیس قدیمی‌ترین کشور بی‌طرف در جهان است. از زمان ایجاد بی‌طرفی با معاهده پاریس در سال ۱۸۱۵، جنگ خارجی نپرداخته‌است. این کشور عضو اتحادیه اروپا نیست. نمادهای فرهنگی سوئیس شامل کیفیت زندگی، بی‌طرفی، کوه‌های آلپ سوئیس، ساعت، یودلینگ و شکلات است.